# エレノア・オブ・イングランド

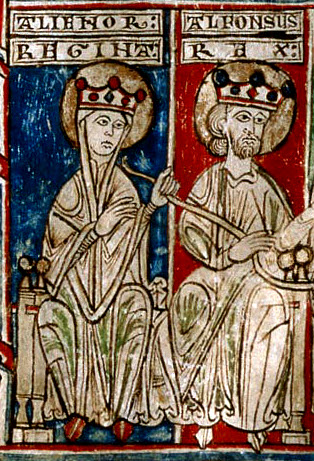
12世紀に描かれた、アルフォンソ8世と王妃レオノール像。作者不詳。スペイン国立図書館所蔵。

エレノア・オブ・イングランド（Eleanor of England, 1162年10月13日 - 1214年10月31日）は、カスティーリャ王アルフォンソ8世の王妃。スペイン語ではレオノール・プランタヘネト（Leonor Plantagenet）またはレオノール・デ・イングラテーラ（Leonor de Inglaterra）。イングランド王ヘンリー2世と王妃アリエノール・ダキテーヌの次女（第6子）。
異父姉にマリー、アリックス、同父母の兄弟姉妹では兄にウィリアム、若ヘンリー王、リチャード1世、ジェフリー、姉にマティルダがいる。また弟にジョン、妹にジョーンがいる。

## 生涯
ノルマンディーのドンフロン城で生まれた。洗礼式で代父となったのは、中世の歴史家ロベール・ド・トリニーで、彼はエレノアの生涯を記録に残した。幼少期はポワチエにある母の宮廷で兄弟姉妹たちと一緒に育てられた（政略結婚でポワチエにいなかったとも）。母と同じ「エレノア」という名を与えられたが、ギリシャ語の「ヘレン」やイタリア語の「エレーナ」に近いと考えられている。
1170年、わずか8歳でアルフォンソ8世と結婚した。彼女の持参金として、ピレネー山脈にほど近いガスコーニュが含まれていた。
アリエノール・ダキテーヌの生んだ娘たちの中で、彼女の政治的な気質を最も受け継いだのはエレノアだった。文化的気質も受け継ぎ、吟遊詩人たちのパトロンとなりカスティーリャ宮廷をポワチエと同様の華やかな雰囲気に変えていった。そして母と同じく多くの子供を産み、自ら子供達の教育に当たり、ブルゴスのサンタ・マリア・デ・ラス・ウエルガス王立修道院建設にも取り組んだ。
レコンキスタが停滞しキリスト教国家が相争う状況を憂いたエレノアは、長女ベレンゲラとレオン王アルフォンソ9世との縁組を提案、1197年に2人は結婚してカスティーリャとレオンの関係は修復された。7年後の1204年にローマ教皇インノケンティウス3世の干渉でベレンゲラとアルフォンソ9世は離婚したが、2人の間に生まれた孫フェルナンド3世がレオンを継承することになり、カスティーリャとレオンの和睦も成立、結束したキリスト教諸国はレコンキスタへ態勢を整えていった。
彼女は夫の意志を左右するほどの力を持ち、夫と並んで統治をした。夫の死に際しても息子エンリケ1世のそばで支配を行おうとした。ベレンゲラをレオン王国との平和のためにアルフォンソ9世と結婚させるべく夫を説得したのはエレノアだった。
1214年に夫が亡くなると、エレノアは夫の埋葬を拒み、悲嘆にくれて国土は荒廃したと伝えられている。末子エンリケ1世が即位したが幼少のため、離婚してカスティーリャに戻っていたベレンゲラがその後見人となり、エンリケ1世の死後はベレンゲラが、次いでその息子フェルナンド3世が王位を継いだ。
エレノアはやがて病に倒れ、夫の死後わずか26日後に亡くなった。遺体はサンタ・マリア・デ・ラス・ウエルガス王立修道院に葬られた。

## 子女
アルフォンソ8世との間には12人の子が生まれた。
- ベレンゲラ（1180年 - 1246年） - レオン王アルフォンソ9世妃、カスティーリャ女王
- サンチョ（1181年） - 夭折
- サンチャ（1182年 - 1184年/1185年） - 夭折
- エンリケ（1182年以前 - 1184年以前） - 夭折
- フェルナンド（1184年以前 - 1184年?） - 夭折
- ウラカ（1186年 - 1220年） - ポルトガル王アフォンソ2世妃
- ブランカ（1188年 - 1252年） - フランス王ルイ8世妃
- フェルナンド（1189年 - 1211年）
- マファルダ（1191年 - 1204年）
- レオノール（1200年 - 1244年） - アラゴン王ハイメ1世妃
- コンスタンス（1202年頃 - 1243年） - ラス・ウエルガス王立修道院長
- エンリケ1世（1204年 - 1217年） - カスティーリャ王